# 石川県道・富山県道10号金沢湯涌福光線

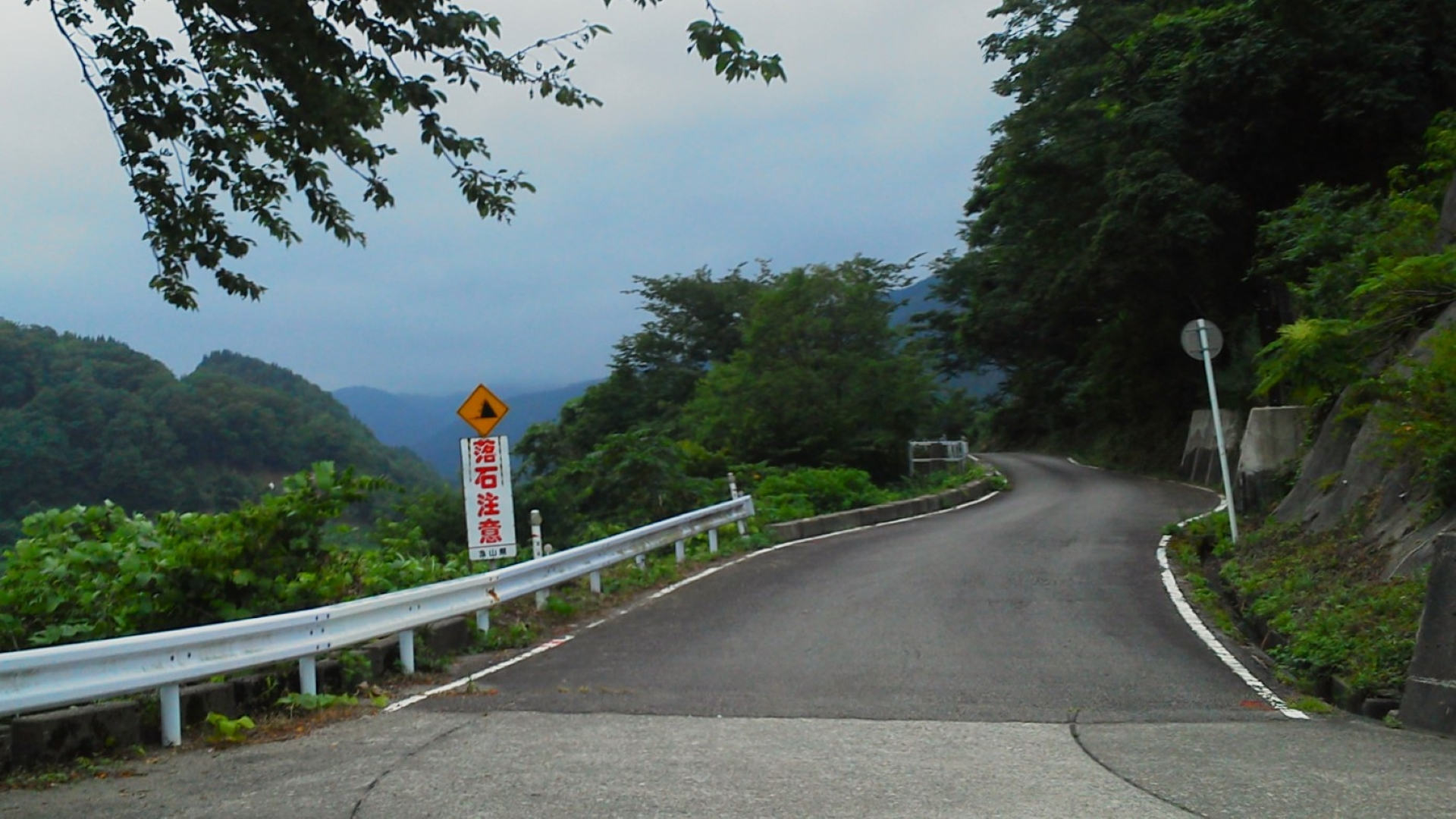
刀利ダム付近の石川県道・富山県道10号金沢湯涌福光線

石川県道・富山県道10号金沢湯涌福光線（いしかわけんどう・とやまけんどう10ごう かなざわゆわくふくみつせん）は、石川県金沢市と富山県南砺市を結ぶ主要地方道（石川県道・富山県道）である。

## 概要
金沢市の中心部である香林坊から広坂を経て、兼六園脇の兼六坂を登る。小立野台地を縦貫して温泉地である湯涌を経由し、刀利ダムを経て南砺市の福光市街地までを結んでいる。
藩政時代、当路線の金沢市 - 南砺市刀利にあたる区間と現在の富山県道54号福光上平線を合わせたルートは、塩硝街道（塩硝の道）と呼ばれ、五箇山で産出した塩硝を金沢まで運ぶ重要なルートであった。
起点から金沢市錦町の錦町交差点までは、片側2車線（両側4車線）で整備されている。さらに、起点から広坂交差点の区間は辰巳用水を挟んで片側3車線（両側6車線）となっている。錦町交差点から金沢市板ヶ谷町までの区間および南砺市網掛から終点までの区間は片側1車線（両側2車線）で整備されている。
県境に近いや金沢市板ヶ谷町から南砺市網掛の区間は、両側1車線 - 1.5車線程度と幅が狭く、刀利ダム周辺は勾配のある見通しの悪いカーブが続く悪路である。この区間は悪天候でしばしば通行止めになる。さらに、金沢市板ヶ谷町から同市横谷町の区間は2000年代前半までは、主要地方道ながらも未舗装区間が残っていたため、いわゆる険道の要素を含んでいた。
2020年には、災害時の代替路としての役割を果たす県境を跨ぐ道路事業を対象とした、国土交通省による補助金制度が創設されることとなり、当路線の県境区間も候補に選定され、県境のトンネル整備を含めた道路整備が計画されている。

### 路線データ
- 起点：石川県金沢市香林坊1丁目24番1地先（香林坊交差点・国道157号（国道305号重複）交点）
- 終点：富山県南砺市福光6907番（東町交差点・国道304号交点）

## 歴史
- 1964年（昭和39年）12月28日 - 建設省（現・国土交通省）が主要地方道に指定。
- 1965年（昭和40年）8月10日：石川県が路線認定（整理番号）。当時の起点は金沢市石浦町（現・広坂交差点付近）。
- 1965年（昭和40年）11月22日：富山県が路線認定。
- 昭和天皇が石川に来県し、湯涌温泉に宿泊することがしばしばあり、その度に金沢市土清水町から湯涌温泉の区間が整備・改良された。
- 1985年（昭和60年）の時点では、富山県側の県道番号は『29』であった[4]。
- 1993年（平成5年）5月11日 - 建設省から、主要県道金沢湯涌福光線が金沢湯涌福光線として主要地方道に再指定される[5]。
- 1994年（平成6年）4月1日 - 富山県が整理番号を『29』から『10』へ改番。
- 1995年（平成7年）4月1日 - 石川県が整理番号を『18』から『10』へ改番。石川県道10号は1977年（昭和52年）1月14日まで福井県・石川県主要地方道丸岡山中線で使われていた。
- 1996年（平成8年）6月28日 - 富山県南砺市嫁兼 - 同才川寺間の改良工事が完成[6]。
- 2008年（平成20年）7月28日：豪雨のため、金沢市板ヶ谷町の採石場付近で道路が大きく崩壊。
- 2009年（平成21年）5月：同区間が復旧。
- 2017年（平成29年）8月8日：台風5号による大雨のため、金沢市東荒谷町の付近で道路が30メートル崩土する。

## 路線状況

### 通称

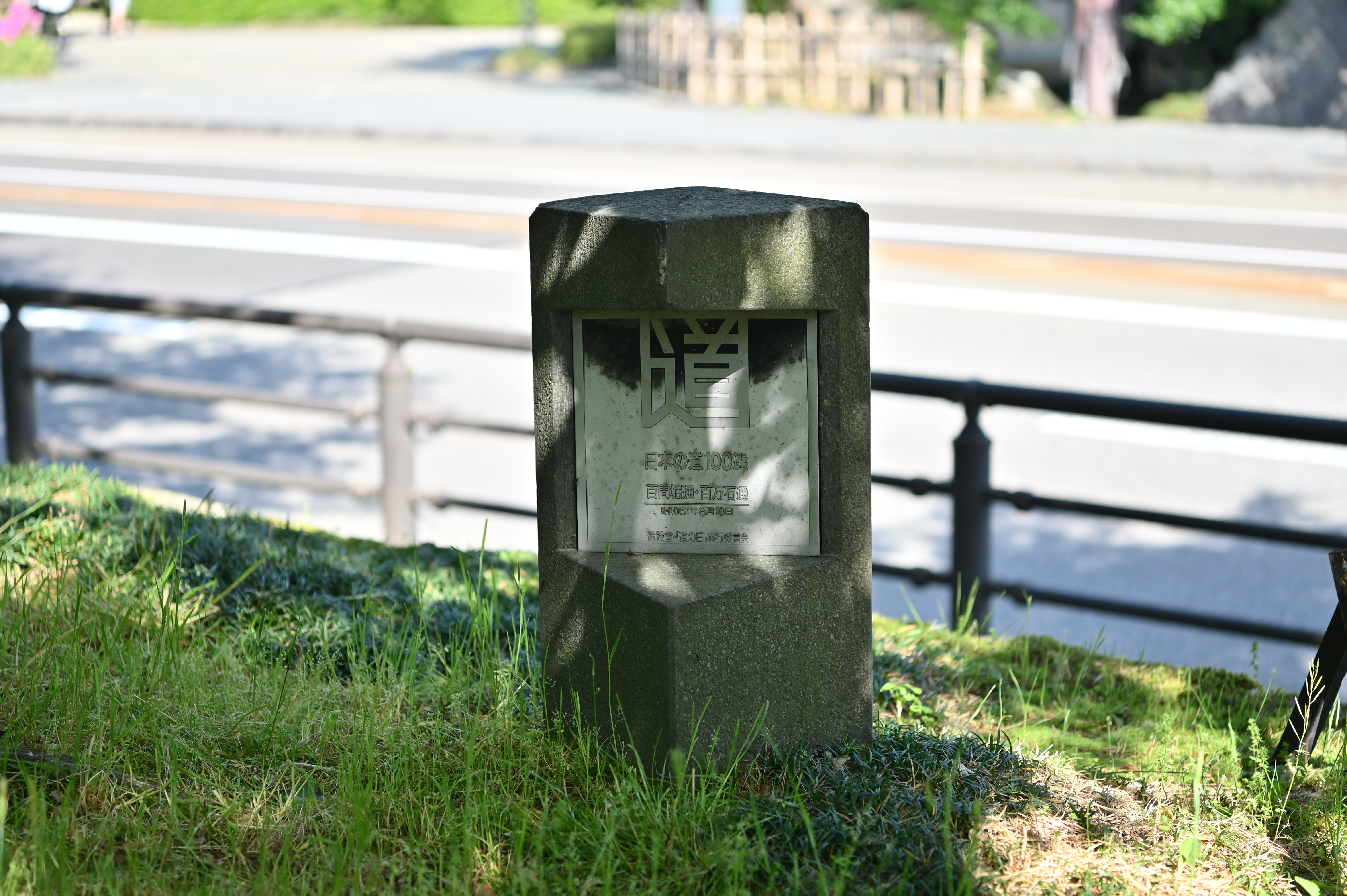
「日本の道100選」顕彰碑 百間掘通・百万石通

- 百万石通り（金沢市 : 香林坊交差点〔起点〕 - 広坂交差点、兼六園下交差点 - 兼六坂上交差点）
- お堀通り［百間堀］（金沢市 : 広坂交差点 - 兼六園下交差点）
- 小立野通り（金沢市 : 兼六坂上交差点 - 土清水交差点）
- 湯涌街道（金沢市 : 土清水交差点 - 湯涌温泉）
- 塩硝街道（金沢市 - 南砺市刀利）
- 福光本町通り （南砺市 : 福光本町交差点 - 福光東町交差点〔終点〕）

### 冬期閉鎖区間
- 金沢市横谷町 - 石川・富山県境 - 南砺市刀利（刀利ダム） 2.7 km
  - 概ね12月上旬から翌年4月下旬まで閉鎖される。

## 地理

### 通過する自治体
- 石川県
  - 金沢市
- 富山県
  - 南砺市

### 交差する道路
| 交差する道路                | 交差点名       | 所在地 | 所在地 |
| --------------------------- | -------------- | ------ | ------ |
| 国道157号・国道305号        | 香林坊（起点） | 石川県 | 金沢市 |
| 国道159号・国道249号        | 兼六園下       | 石川県 | 金沢市 |
| 石川県道27号金沢井波線      | 石引1丁目      | 石川県 | 金沢市 |
| 石川県道209号芝原石引町線   | 小立野4丁目    | 石川県 | 金沢市 |
| 石川県道114号小原土清水線   | 土清水         | 石川県 | 金沢市 |
| 石川県道209号芝原石引町線   |                | 石川県 | 金沢市 |
| 富山県道54号福光上平線      |                | 富山県 | 南砺市 |
| 富山県道292号城端嫁兼線     |                | 富山県 | 南砺市 |
| 富山県道291号才川七城端線   |                | 富山県 | 南砺市 |
| 富山県道355号才川七法林寺線 |                | 富山県 | 南砺市 |
| 富山県道289号臼中福光線     |                | 富山県 | 南砺市 |
| 国道304号                   | 東町（終点）   | 富山県 | 南砺市 |

### 沿線にある施設など
- 金沢市役所
- 石川近代文学館
- 金沢能楽美術館
- 金沢21世紀美術館
- 石川県政記念しいのき迎賓館
- 金沢城公園
- 兼六園
- 北陸電力会館 本多の森ホール
- 金沢医療センター
- 北陸学院中学校・高等学校
- 金沢市立紫錦台中学校
- 金沢大学附属病院
- 石引商店街
- 天徳院
- 石川県立図書館
- 曲水温泉
- 湯涌温泉
- 浅野川
- 小矢部川
- 刀利ダム
- 太美ダム
- 福光温泉
- イオックス・アローザ
- 砺波地域消防組合 南砺消防署（旧称・砺波広域圏事務組合 福光消防署）
- 南砺市福光公園
- 南砺市福光福祉会館
  - 南砺市松村記念会館
- 南砺市福光会館
  - 南砺市立中央図書館